# Doc Savage arrive
Pour plus de détails, voir Fiche technique et Distribution.
Doc Savage Arrive (titre original : Doc Savage : The Man of Bronze) est un film d'aventures américain réalisé par Michael Anderson sorti en 1975. Il a été produit par George Pal et adapté des romans Doc Savage: L'Homme de Bronze  de Lester Dent et des bandes-dessinées pulp éponymes.
Le Docteur Clark Savage (joué par Ron Ely) est un scientifique, un aventurier, un inventeur et un explorateur. Il parcourt le monde pour faire régner la justice ou pour rechercher de multiples trésors, avec ses compagnons Ham l'avocat, Monk le chimiste, Renny l'ingénieur architecte, Johnny l'archéologue et Long Tom l'électricien.
Dans ce film, Doc Savage (surnommé "l'homme de bronze" à cause de la couleur de sa peau) part en quête d'une mine d'or en Amérique centrale, que son père lui a laissée. Il rencontre sur sa route un trafiquant, le Capitaine Seas, qui veut s'approprier la mine pour ses propres desseins.

## Synopsis
L'intrigue du film débute en 1936 au cercle arctique, alors que Clark "Doc" Savage Jr. se rend en scooter dans sa base, La Forteresse de la Solitude, où il pratique des activités aussi diverses que l'astronomie, la lecture, la méditation ou encore la construction de fusées, entraînement journalier figurant dans les romans de Lester Dent.
Lorsqu'il regagne son QG à New York, ses cinq amis les plus fidèles, les "Fabulous Five", lui apprennent la disparition de son père (Clark Savage Senior) apparemment mort en Amérique Latine. Un sniper amérindien essaie de tuer Doc Savage, puis se jette dans le vide du haut d'un building new-yorkais à l'issue d'une course poursuite où Doc Savage démontre sa faculté d'esquiver les balles.
Doc Savage s'envole avec ses compagnons pour la république d'Hidalgo (un état fictif) en Amérique Latine, évitant de peu d'être abattus par un avion de chasse grâce à un leurre robotique, pour en rencontrer le Président Don Carlos Avispa qui encense feu son père Clark Savage Sr. Enquêtant sur la disparition de son père (notamment propriétaire d'une mine d'or convoitée par le Capitaine Seas), Doc Savage est d'avis que sa mort est due à un assassinat et non à une maladie tropicale. Le médecin légiste du pays, Juan Lopez Morales, confirme ses soupçons en indiquant que Clark Savage Sr. est mort d'une plaie dont la nature lui échappe : la "mort verte".
Lorsque le Capitaine Seas apprend que Doc Savage a échappé à ses tentatives d'assassinat (celles du sniper et de l'avion de chasse), il fait venir par ruse l'équipe de Doc Savage sur son bateau afin de les faire tuer par son équipage, tentative à laquelle Doc Savage et les Fabulous Five échappent après un combat épique. De retour en Hidalgo, Doc Savage rencontre la jeune Mona Flores, apparemment témoin d'un acte de donation de sa mine d'or par Clark Savage Sr, document détruit par le sniper lors de la tentative d'assassinat contre Doc Savage à New York.
Mona indique à Doc Savage que l’acte a été signé par le chef de la tribu amérindienne disparue des Quetzamals. Doc Savage décide de retrouver la tribu, et la nuit suivante, est attaqué par la "mort verte" : en réalité des serpents volants de couleur verte, qu'il parvient à repousser grâce notamment à un fusil de chasse, une chaise et un ventilateur.
Guidés par Mona puis par un ancien de son village, Doc Savage et ses compagnons finissent par découvrir la vallée des Quetzamals, en réalité une mine d'or exploitée par la population locale asservie par le Capitaine Seas et ses hommes. Mona, les Fabulous Five sont capturés et emprisonnés avec Chaac, le roi des Quetzamals, dans une grotte pour y être tués par la "mort verte".
Doc Savage parvient à capturer le Capitaine Seas et à libérer les prisonniers et les mineurs, mais la "mort verte" et les hommes de Seas s'échappent, tandis que Doc Savage triomphe du Capitaine Seas dans un duel au corps-à-corps non dénué de comique, avant de soigner ses compagnons blessés.
La population locale félicite Doc Savage et lui offre la mine d'or et les terres attenantes, mais Doc Savage refuse car il préfère lutter dans le monde pour y faire régner la justice. Le Capitaine Seas, quant à lui, subit une opération médicale destinée à faire disparaître ses penchants criminels. Le jour de Noël, Doc Savage aperçoit Seas (devenu « gentil ») en train d'entonner des chants de Noël dans la rue.
Mais Doc Savage, ayant reçu un appel à l'aide par téléphone, prend sa voiture et part pour de nouvelles aventures…

## Fiche technique
- Titre original : Doc Savage : The Man of Bronze
- Réalisation : Michael Anderson
- Scénario : Joe Morheim et George Pal d'après le roman de Lester Dent
- Directeur de la photographie : Fred Koenekamp
- Montage : Thomas J. McCarthy
- Musique : Frank De Vol
- Costumes : Patrick Cummings
- Production : George Pal
- Genre : Film d'aventure, Comédie
- Pays de production :  États-Unis
- Durée : 112 minutes
- Dates de sortie :
  - États-Unis : juin 1975
  - France : 27 août 1975

## Distribution

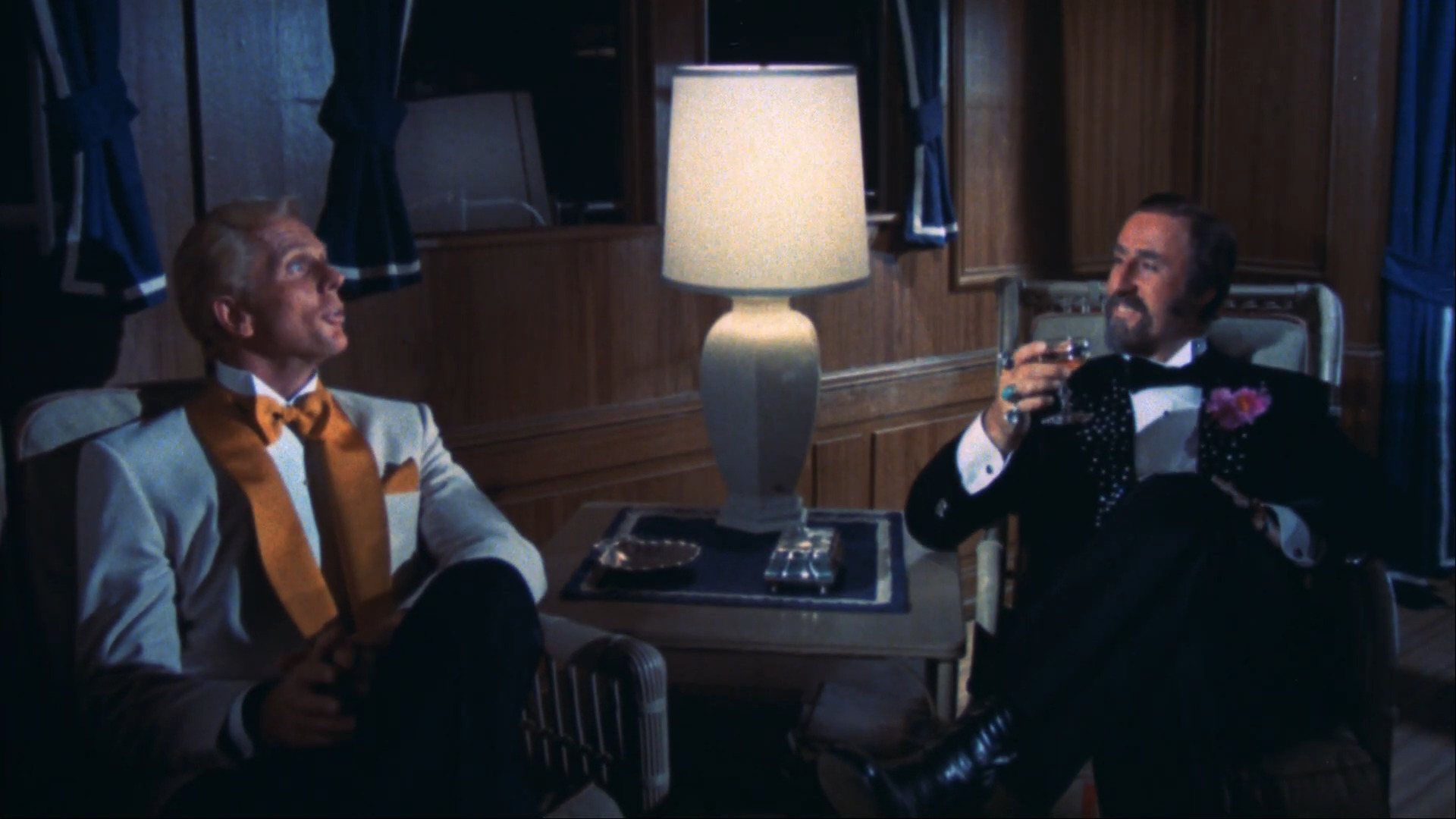
Ron Ely et Paul Wexler

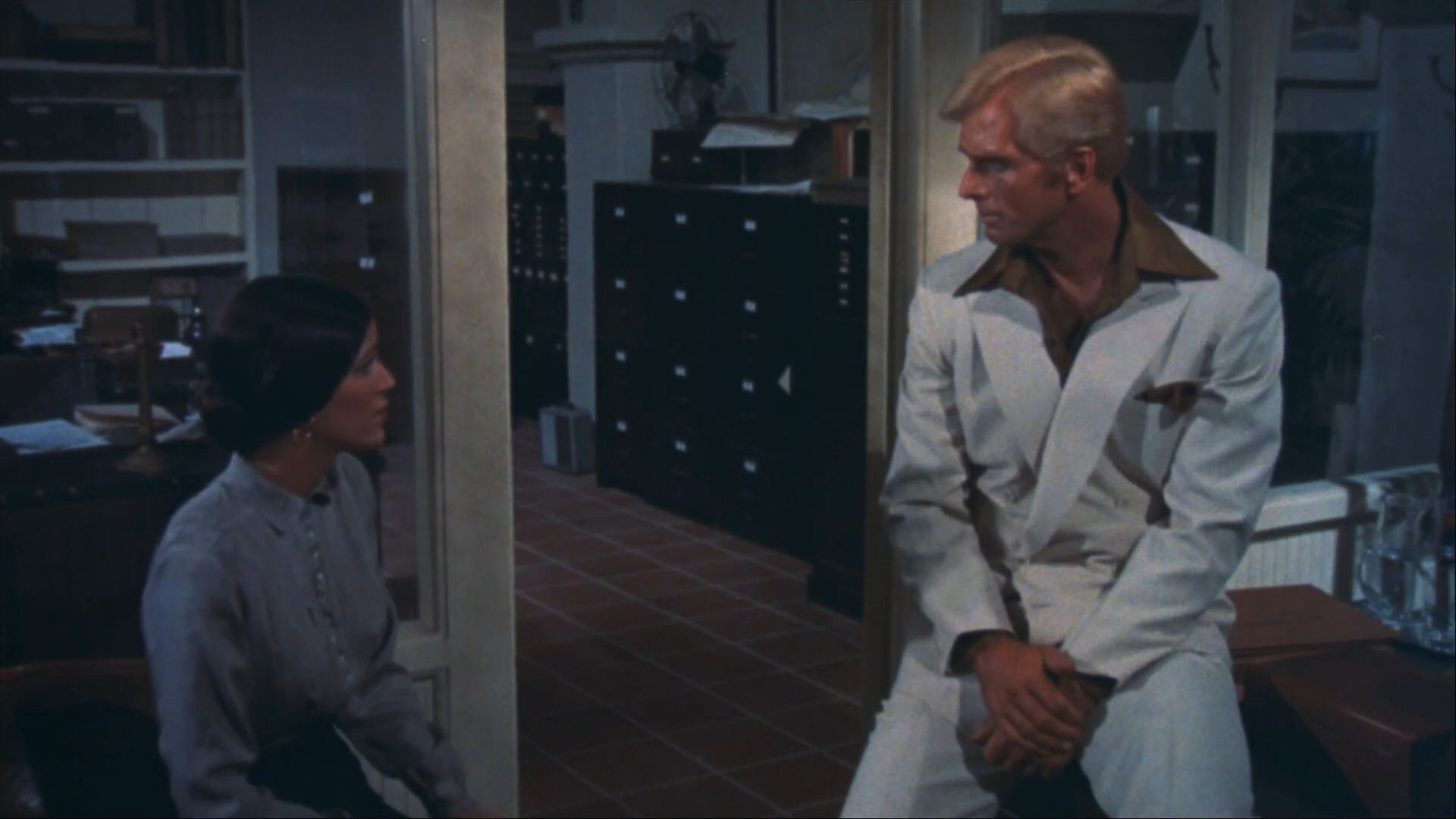
Pamela Hensley et Ron Ely

- Ron Ely (VF: Georges Aminel) : Doc Savage
- Paul Gleason (VF : Claude Nicot) : Major Thomas J. "Long Tom" Roberts
- William Lucking (VF : Jacques Richard) : Colonel John "Renny" Renwick
- Michael Miller (VF : Antoine Marin) :  Lieutenant Colonel Andrew Blodgett "Monk" Mayfair
- Eldon Quick (VF : Serge Lhorca) : Professeur William Harper "Johnny" Littlejohn
- Darrell Zwerling (VF : Jacques Ciron) : Brigadier General Theodore Marley "Ham" Brooks
- Paul Wexler (VF : Denis Savignat) : Capitaine Seas
- Pamela Hensley : Mona Flores
- Bob Corso (VF : Gérard Hernandez) : Rubbio Gorro
- Federico Roberto : Le président Don Carlos Avispa
- Janice Heiden (VF : Jeanine Forney) : Adriana (amie du Capitaine Seas)
- Robyn Hilton (VF : Béatrice Delfe) :  Karen (amie du Capitaine Seas)
- Carlos Rivas (VF : Pierre Garin) : Kulkan, l'indien caraïbe
- Victor Millan : le roi Chaac
- Michael Berryman (VF : Jacques Thébault) : Juan Lopez Morales (le médecin légiste de Hidalgo)
- Dar Robinson : le sniper voulant tuer Doc Savage

## Critique
Le film est considéré comme un grand nanar pour les amateurs. Georges Aminel double Ron Ely dans la version française, prenant une voix zézayante ridicule pour son personnage, ce qui n'arrange rien.
En fait, la kitscherie du film est volontaire et les éléments ringards sont souvent du second degré, pour rendre hommage aux récits d'aventure d'antan. Le doublage a apparemment voulu renforcer le côté comique (Ely ne zézaie pas) et notamment en rajoutant des phrases "Vous pouvez lez croire ?" - "Oui" - "Il peut le croire" (phrase rajoutée).